# NGC 2032
NGC 2032 je emisijska maglica u zviježđu Zlatnoj ribi. 

## Vanjske poveznice
- SEDS: NGC 2032